# 송월타월
송월타올(松月타올)은 대한민국의 타월 섬유 기업이다.

## 기업 정보
- 1949년에 창업한 타월 생산 기업
- 타월 시장 점유율 40% (국내 1위)
- 브랜드 인지도 70 %
- 기업 정신: "사랑받는 기업"

- 기본정신
```
"행복을 전하는 기업"
"함께 성장하는 기업"
"기회의 기업"
```

## 연혁
- 1949년: 송월타올 공업사 창업
- 1957년: 특허국 '송월타올' 최초 상표등록
- 1961년: 부산시 서면 공장 설립
- 1966년: 부산시 동래 공장 기공 및 설립
- 1975년: 송월타올 주식회사 창립
- 1979년: 주식회사 극동타올 흡수 합병
- 2002년: 송월산업 흡수합병 (송월타올 신평공장)
- 2005년: 송월타올 본사 경남 양산 유산 공단 이전
- 2008년: 송월타월 사명 변경
- 2008년: 베트남 호치민 송월비나 법인 설립
- 2009년: 창립 60주년 기념 행사
- 2015년: 영진C&C 기업인수 (항공 복합재료 기업)
- 2015년: 동탑산업훈장 수훈 (2015 중소기업인대회)
- 2015년: 영진C&C 사명변경 송월 테크놀로지 주식회사
- 2016년 : 고용노동부 <청년친화강소기업> 선정
- 2020년 : 고용노동부 <노사문화 우수기업> 인증, 면 타올 KS 인증
- 2021년 : 행정안전부 <노사문화대상 대통령상> 수상
- 2022년 : 고용노동부 <청년친화강소기업> 선정
- 2023년 : 여성가족부 <가족친화기업> 인증, 아메리칸 빈티지 라이프 스타일 브랜드 <타올쿤> 론칭, 서울리빙디자인페어 눈에 띄는 공간상 수상,
- 2024년 : <제32회 부산시 산업평화상> 기업인 부문 수상
- 2025년 : 일본 이마바리타올공업조합과 전략적 기술협약체결(MOU)

## 브랜드
| - 송월 (松月) - 제이마르코 (J.MARCO) - 카운테스마라 (COUNTESS MARA) - 로얄 레이나 (Royal Rina) - 테리갤러리 (Terry gallery) - 아날도 바시니 (arnaldo bassini) - 로베르타 디카메리노 (Roberta di Camerino.) - 스윗하트 (Sweet heart) - 샤보렌 (SHAVOREN) - 란체티 (LANCETTI) - 엘레강스(Elegance) - 주노 (JUNO) - 스누피 (SNOOPY) - 포모스 (POMOS) - 타올쿤(TOWELKUN) |

## 주요 시설
- 대한민국
  - 본사공장: 경상남도 양산시 유산공단7길 45
  - 신평공장: 부산광역시 사하구 신산로13번길 12
  - 양산공장: 경상남도 양산시 북정공단1길 60
  - 서울사무소: 서울특별시 영등포구 대방천로 12길 1
- 베트남, 송월비나: 베트남 롱안성 탄득공단 7번도로 36-38-40